# Романово-Балківська сільська рада
Рома́ново-Ба́лківська сільська́ ра́да — орган місцевого самоврядування в Первомайському районі Миколаївської області. Адміністративний центр — село Романова Балка.

## Загальні відомості
- Населення ради: 1 790 осіб (станом на 2001 рік)

## Населені пункти
Сільській раді підпорядковані населені пункти:
- с. Романова Балка
- с. Генівка
- с. Іванівка
- с. Львів
- с. Соколівка

## Склад ради
Рада складається з 16 депутатів та голови.
- Голова ради: Чаусенко Леонід Іванович
- Секретар ради: Хоменко Людмила Миколаївна

### Керівний склад попередніх скликань
| Прізвище, ім'я, по батькові | Основні відомості                                                         | Дата обрання | Дата звільнення |
| --------------------------- | ------------------------------------------------------------------------- | ------------ | --------------- |
| Чаусенко Леонід Іванович    | Сільський голова, 1954 року народження, освіта вища, член Народної партії | 26.03.2006   | 31.10.2010      |
| Чаусенко Леонід Іванович    | Сільський голова, 1954 року народження, освіта вища, член Партії регіонів | 31.10.2010   |                 |

Примітка: таблиця складена за даними сайту Верховної Ради України

### Депутати
За результатами місцевих виборів 2010 року депутатами ради стали:

#### За суб'єктами висування
| Суб'єкт висування                                       | Кількість обраних депутатів | %    |
| ------------------------------------------------------- | --------------------------- | ---- |
| Партія регіонів                                         | 13                          | 81,3 |
| Комуністична партія України                             | 2                           | 12,5 |
| Політична партія Всеукраїнське об'єднання «Батьківщина» | 1                           | 6,3  |

#### За округами
| № округу                                                | Прізвище, ім'я, по батькові        | Дата визнання обраним | Освіта             | Партійна приналежність                        | Відомості про обраного депутата                   |
| ------------------------------------------------------- | ---------------------------------- | --------------------- | ------------------ | --------------------------------------------- | ------------------------------------------------- |
| Комуністична партія України                             |                                    |                       |                    |                                               |                                                   |
| 9                                                       | Тула Олена Григорівна              | 03.11.2010            | середня спеціальна | член Комуністичної партії України             | РайСТ, продавець                                  |
| 10                                                      | Гончарук Петро Кирилович           | 03.11.2010            | середня            | член Комуністичної партії України             | пенсіонер                                         |
| Партія регіонів                                         |                                    |                       |                    |                                               |                                                   |
| 1                                                       | Глазунов Володимир Ілліч           | 03.11.2010            | середня            | член Партії регіонів                          | ФГ «Основа», головний інженер                     |
| 2                                                       | Папіровник Людмила Борисівна       | 03.11.2010            | середня спеціальна | член Партії регіонів                          | дит.садок «Сонечко», завідувачка                  |
| 3                                                       | Папіровник Тетяна Анатоліївна      | 03.11.2010            | вища               | член Партії регіонів                          | дит.садок «Сонечко», вихователь                   |
| 4                                                       | Болехівський Олег Романович        | 03.11.2010            | вища               | член Партії регіонів                          | Романовобалківська загальноосвітня школа, вчитель |
| 5                                                       | Хоменко Людмила Миколаївна         | 03.11.2010            | вища               | член Партії регіонів                          | Романовобалківська сільська рада, секретар        |
| 7                                                       | Лопаткевич Анатолій Миколайович    | 03.11.2010            | середня            | член Партії регіонів                          | ФГ «Основа», заст. голови ФГ                      |
| 8                                                       | Шрайбер Микола Валентинович        | 03.11.2010            | середня            | член Партії регіонів                          | ФГ «Основа», гол. енергетик                       |
| 11                                                      | Роанчук Оксана Віталіївна          | 03.11.2010            | середня            | член Партії регіонів                          | Іванівський СК, завідувачка                       |
| 12                                                      | Джосан Любов Вікторівна            | 03.11.2010            | середня            | член Партії регіонів                          | Іванівський ФАБ, молодша медична сестра           |
| 13                                                      | Воротинцев Олександр Володимирович | 03.11.2010            | середня            | член Партії регіонів                          | ФГ «Основа», тракторист                           |
| 14                                                      | Тупчій Володимир Олександрович     | 03.11.2010            | середня            | член Партії регіонів                          | ПП «Діолекс», тракторист                          |
| 15                                                      | Шаговий Віктор Михайлович          | 03.11.2010            | середня спеціальна | член Партії регіонів                          | ФГ «МТД», керуючий відділом                       |
| 16                                                      | Шагова Віра Федосіївна             | 03.11.2010            | середня спеціальна | член Партії регіонів                          | ФГ «МТД», бухгалтер                               |
| Політична партія Всеукраїнське об'єднання «Батьківщина» |                                    |                       |                    |                                               |                                                   |
| 6                                                       | Вітебський Валерій Володимирович   | 03.11.2010            | середня            | член Всеукраїнського об'єднання «Батьківщина» | приватний підприємець                             |